# مالویتو
مالویتو (به ایتالیایی: Malvito) یک کومونه در ایتالیا است که در استان کزنتزا واقع شده‌است. مالویتو ۳۷ کیلومتر مربع مساحت و ۲٬۰۷۱ نفر جمعیت دارد و ۴۷۳ متر بالاتر از سطح دریا واقع شده‌است.

## خواهرخوانده
شهر Rognes خواهرخواندهٔ مالویتو هست.